# باولو سيرجيو دا كوستا
باولو سيزار كاردوسو كوستا الشهير باسم باولو سيرجيو دا كوستا (5 ديسمبر 1979

 في مويتا) (بالإنجليزية: Paulo César Cardoso Costa)‏ لاعب كرة قدم برتغالي غير مرتبط بعقد مع أي نادي ويجيد اللعب في خط الوسط .
لعب باولو سيرجيو في أندية ألفيركا (1998-2000) إنتر ميلان الإيطالي (2000-2003) ريجينا الإيطالي بالإعارة (2000-2001) بورتو بالإعارة (2001-2002) فينيسيا الإيطالي بالإعارة (2002-2003) بوردو الفرنسي (2003-2006) غيل فيشينتي بالإعارة (2004-2005) أريس اليوناني (2006-2007) أريس ليماسول القبرصي (2007) أنورثوسيس فاماغوستا القبرصي (2008) أبويل القبرصي بالإعارة (2008-2009) .

## وصلات خارجية
- باولو سيرجيو دا كوستا على موقع الاتحاد الدولي (مؤرشف)  (الإنجليزية)
- باولو سيرجيو دا كوستا على موقع رابطة كرة القدم الفرنسية للمحترفين (الإنجليزية)
- باولو سيرجيو دا كوستا على موقع قاعدة بيانات كرة القدم.إي يو (الإنجليزية)
- باولو سيرجيو دا كوستا على موقع ليكيب (الفرنسية)
- باولو سيرجيو دا كوستا على موقع Soccerway.com (الإنجليزية)